# Episodi di The Flash (settima stagione)
La settima stagione della serie televisiva The Flash, composta da diciotto episodi, è stata trasmessa negli Stati Uniti su The CW dal 2 marzo al 20 luglio 2021.
A causa dell'emergenza COVID-19, la produzione della stagione è iniziata in ritardo, ritardandone la trasmissione.
In Italia la stagione, prevista inizialmente dal 26 aprile 2021 su Premium Action, venne rimandata per problemi tecnici e a causa della chiusura del canale televisivo dove andava in onda la serie. È stata trasmessa dal 30 luglio al 27 agosto 2022 alle 14:20 su Italia 1 nel day-time.
I primi 3 episodi sono quelli mancanti della sesta stagione e fanno parte della Graphic Novel #2 intitolata Riflessi e Bugie (ep. 6x10-19, 7x01-03). La Graphic Novel #3 intitolata Complesso di Dio contiene 8 episodi (7x04-11), mentre la Graphic Novel #4 intitolata L'Imperativo di Godspeed gli ultimi 4 (7x15-18). Vi è un Interludio #1 negli episodi 12-14.
Gli antagonisti principali sono Eva McCulloch/Mirror Monarch, le quattro Forze (Nora/Forza della Velocità, Alexa/Fuerza/Forza della Potenza, Bashir/Psych/Forza della Saggezza e Deon/Forza della Staticità) e August Heart/Godspeed.
| n°                       | Titolo originale            | Titolo italiano                      | Prima TV USA     | Prima TV Italia  |
| Riflessi e Bugie         | Riflessi e Bugie            | Riflessi e Bugie                     | Riflessi e Bugie | Riflessi e Bugie |
| ------------------------ | --------------------------- | ------------------------------------ | ---------------- | ---------------- |
| 1                        | All's Wells That Ends Wells | Il sacrificio di Harrison Nash Wells | 2 marzo 2021     | 30 luglio 2022   |
| 2                        | The Speed of Thought        | La velocità del pensiero             | 9 marzo 2021     | 30 luglio 2022   |
| 3                        | Mother                      | Madre                                | 16 marzo 2021    | 30 luglio 2022   |
| Complesso di Dio         |                             |                                      |                  |                  |
| 4                        | Central City Strong         | Central City è forte                 | 23 marzo 2021    | 30 luglio 2022   |
| 5                        | Fear Me                     | Abbi paura di me!                    | 30 marzo 2021    | 6 agosto 2022    |
| 6                        | The One with the Nineties   | È tempo di anni '90                  | 6 aprile 2021    | 6 agosto 2022    |
| 7                        | Growing Pains               | Difficoltà iniziali                  | 13 aprile 2021   | 6 agosto 2022    |
| 8                        | The People V. Killer Frost  | Il popolo contro Killer Frost        | 4 maggio 2021    | 13 agosto 2022   |
| 9                        | Timeless                    | Senza tempo                          | 11 maggio 2021   | 13 agosto 2022   |
| 10                       | Family Matters, Part 1      | Questioni familiari - I Parte        | 18 maggio 2021   | 13 agosto 2022   |
| 11                       | Family Matters, Part 2      | Questioni familiari - II Parte       | 25 maggio 2021   | 13 agosto 2022   |
| Interludio #1            |                             |                                      |                  |                  |
| 12                       | Good-Bye Vibrations         | Addio vibrazioni!                    | 8 giugno 2021    | 20 agosto 2022   |
| 13                       | Masquerade                  | Mascherata                           | 15 giugno 2021   | 20 agosto 2022   |
| 14                       | Rayo de Luz                 | Raggio di luce                       | 22 giugno 2021   | 20 agosto 2022   |
| L'Imperativo di Godspeed |                             |                                      |                  |                  |
| 15                       | Enemy at the Gate           | Il nemico alle porte                 | 29 giugno 2021   | 20 agosto 2022   |
| 16                       | P.O.W.                      | Prigioniero di guerra                | 6 luglio 2021    | 27 agosto 2022   |
| 17                       | Heart of the Matter, Part 1 | Il fulcro della questione - I Parte  | 13 luglio 2021   | 27 agosto 2022   |
| 18                       | Heart of the Matter, Part 2 | Il fulcro della questione - II Parte | 20 luglio 2021   | 27 agosto 2022   |

## Il sacrificio di Harrison Nash Wells
- Titolo originale: All's Wells That Ends Wells
- Diretto da: Geoff Shotz
- Scritto da: Sam Chalsen e Lauren Certo

### Trama
Dopo essersi congelato criogenicamente per preservare la sua energia residua della forza della velocità dell'1%, Barry Allen si sveglia quando Eva McCulloch inizia a distruggere i resti della Black Hole. Cerca di convincerla a fermarsi e liberare sua moglie, Iris West-Allen, dalla realtà specchio senza successo poiché Eva conclude la serie dei suoi attacchi distruggendo Sam Scudder, il suo primo duplicato specchio, di fronte a Rosalind Dillon. Cecile Horton interroga la Dillon scoprendo che sta lavorando con Eva e usa le sue abilità empatiche per convincerla a rivelare cosa ha intenzione di fare Eva: usare una bomba nascosta su un aereo della Black Hole per distruggere Central City. Nel frattempo, Nash Wells e i Wells che occupano la sua mente si rendono conto che possono attivare il generatore di forza di velocità artificiale (ASF) di Barry, ma ciò comporterebbe la morte di Nash. Prima tenta di esplorare altri metodi, ma con il tempo che sta scadendo, Nash sacrifica se stesso e gli altri Wells per ripristinare la velocità di Barry. Riacquisita la velocità, Barry salva Central City e informa i suoi amici del sacrificio di Nash. Altrove, Iris tenta di fuggire dalla realtà specchio mentre Eva scopre di essere anche lei un duplicato speculare e che la vera Eva è morta nell'esplosione dell'acceleratore di particelle dei laboratori S.T.A.R.
- Ascolti USA: telespettatori 1 000 000[1]

## La velocità del pensiero
- Titolo originale: The Speed of Thought
- Diretto da: Alexandra La Roche
- Scritto da: Jonathan Butler e Gabriel Garza

### Trama
Dopo aver pianto Nash e i Wells, Barry e Cisco lavorano per salvare Iris, Kamilla e il capitano Singh aprendo un portale per lo specchioverso. Barry scopre che la forza della velocità artificiale gli ha dato una rapidità di pensiero, permettendogli di prevedere i risultati, con l'effetto collaterale di farlo diventare freddo e calcolatore. Usando le sue nuove abilità, rivela gli inganni di Eva in diretta televisiva, costringendola a fuggire. Ben presto, sorge una scelta: salvare Iris o salvare Kamilla e Singh. Barry simula i risultati possibili e sceglie di salvare Iris senza informare la squadra. Nel frattempo Iris pianifica un appuntamento con Kamilla e Singh e quando si incontrano Kamilla e Singh hanno crisi epilettiche; Barry è costretto ad affrontare Cisco, Frost e Allegra che provano a fermarlo quando scoprono che ha intenzione di salvare solo Iris, falliscono e Barry apre il portale e costringe Iris a venire da sola, lei si oppone ma Barry amplifica la forza traente e, una volta tornata nel mondo reale, Iris ha delle convulsioni. La paura di perderla lo porta a mettere fuori uso l'apparecchio della forza della velocità artificiale riportandolo in sé. Altrove, una folle Eva ha in programma di conquistare il mondo sostituendo tutti con duplicati specchio mentre un confuso Harrison Wells di Terra-1 si materializza dove era stato sepolto il suo corpo 20 anni dopo la sua morte.
- Ascolti USA: telespettatori 990 000[2]

## Madre
- Titolo originale: Mother
- Diretto da: David McWhirter
- Scritto da: Eric Wallace e Kristen Kim

### Trama
Eva inizia a sostituire le persone con duplicati speculari. Sue Dearbon e Ralph Dibny tornano con le prove per scagionare la prima dalle accuse di Eva. Anche se Eva convince Barry che non può vincere, Wells arriva a S.T.A.R. Labs e gli ricorda che ha la forza dell'amore. Successivamente Barry riesce a svegliare Iris. Barry e la sua squadra riattivano l'ASF e combattono i duplicati mentre Barry fa rivivere la Forza della Velocità originale prima che lui e Iris convincano Eva a redimersi. Mostrando rimorso, Eva cerca di fermare i suoi duplicati, ma diventano troppo potenti, quindi unisce le forze con Barry e Iris per distruggerli. Dopo aver liberato i suoi prigionieri, Eva parte per il Mirrorverse per ricominciare. Affermando che ora può percepire tutta la sua vita in una volta e viaggiare liberamente attraverso il tempo e lo spazio, Wells decide di mettersi in un loop temporale in modo da poter vivere pacificamente con sua moglie, Tess Morgan, mentre Sue, scagionata, e Ralph decidono di partire in viaggio per il mondo per fermare altre organizzazioni simili a Black Hole. 18 ore prima, quando Barry e Iris hanno rianimato la Speed Force, hanno rilasciato inconsapevolmente quattro fulmini di colore diverso.
- Ascolti USA: telespettatori 980 000[3]

## Central City è forte
- Titolo originale: Central City Strong
- Diretto da: Jeff Byrd
- Scritto da: Kristen Kim

### Trama
Una settimana dopo l'attacco di Eva, Central City inizia a ricostruire mentre Iris e Allegra lavorano per coprire l'incidente del Mirrorverse ai cittadini di Central City. Invece Barry è alle prese con il suo senso di colpa per non aver dedotto che Iris-Specchio fosse un impostore. Nel frattempo, Abra Kadabra ritorna e si lascia arrestare dall' A.R.G.U.S. così può completare una bomba ad antimateria che intende utilizzare su Central City, come vendetta per la cancellazione della sua famiglia dall'esistenza in seguito alla crisi, per far soffrire Barry. Barry riesce a convincere Kadabra a disabilitare l'ordigno, ma vengono improvvisamente attaccati da un mostro, che assorbe la bomba. Kadabra tenta di salvare Barry, ma viene ucciso dal mostro. Questo rischia di uccidere anche Barry, ma poi sussulta per il dolore e scappa. Allegra viene promossa ad editorialista del Citizen e Iris si unisce ad un gruppo di supporto per il Mirrorverse. Altrove, dopo che entrambe hanno sofferto di mal di testa, Frost e Caitlin Snow rivelano a Cisco di essersi separate l'una dall'altra.
- Ascolti USA: telespettatori 980 000[4]

## Abbi paura di me!
- Titolo originale: Fear Me
- Diretto da: David McWhirter
- Scritto da: Thomas Pound

### Trama
A causa dell'uso della Mirror Gun su Caitlin da parte di Eva, il DNA metaumano di Frost ha creato un nuovo corpo. Caitlin e Frost discutono se riunirsi o rimanere separate, ma alla fine accettano quest'ultima opzione. Barry riceve la visita della Forza della Velocità, nei panni di sua madre Nora Allen, che ha la stessa firma di energia del mostro che ha attaccato Barry e Kadabra, soprannominato "Fuerza". Barry fornisce alla Forza della Velocità il suo indicatore di velocità per monitorarne la salute prima di combattere un nuovo nemico, Psych, che sta usando le ondate di paura per intrappolare tutti a Central City in incubi perpetui. Barry viene colpito da uno che coinvolge Eobard Thawne e Savitar. Il Team Flash usa la velocità di Barry, le abilità di Cecile e la sedia volante di Clifford DeVoe per produrre un'ondata di coraggio per fermare Psych. Tuttavia, il nemico scompare e Barry torna nella sua camera criogenica per riprendersi. Altrove, Kristen Kramer, un'inviata della Commissione logistica municipale del governatore, arriva al CCPD, dove dice a Joe che è lì per arrestare Frost. Più tardi, la Forza della Velocità dice di essere stata attaccata da Psych e Fuerza ed entrambi sono "come lei".
- Ascolti USA: telespettatori 910 000[5]

## È tempo di anni '90
- Titolo originale: The One with the Nineties
- Diretto da: Jeff Byrd
- Scritto da: Kelly Wheeler e Emily Palizzi

### Trama
Cisco e Chester P. Runk iniziano a creare dispositivi per rilevare Fuerza e Psych. Mentre ne piazzano uno vicino alla città natale di Chester, tuttavia, sono intrappolati in un loop temporale del giorno prima che il padre di Chester, Quincy, morisse in un incidente d'auto. Con l'aiuto di Quincy, Chester e Cisco costruiscono un dispositivo per rilevare e proteggersi dal "dio del tempo", Deon Owens, un quarterback del liceo che sta tentando di prevenire un infortunio che ha rovinato la sua carriera calcistica. Chester lo convince a lasciare andare il suo passato e che il futuro rimane non scritto, facendo capire a Deon che può cambiare il futuro di tutti prima di svanire, porre fine al loop temporale e riportare Chester e Cisco al presente. I due non riescono a trovare Deon, anche se credono che non sia a conoscenza del risveglio della Forza della Velocità. Cisco in seguito scopre altre tre "forze", le chiama Staticità, Potenza e Saggezza e determina che Deon, Fuerza e Psych sono i loro rispettivi tramiti. Nel frattempo, Barry esce dalla sua criocamera e Iris si affeziona alla Forza della Velocità prima di invitarla a stare con lei e Barry. Altrove, Chester inizia a lavorare al vecchio progetto di suo padre mentre Joe avverte Frost di Kramer, anche se Frost si rifiuta di nascondersi.
- Ascolti USA: telespettatori 970 000[6]

## Difficoltà iniziali
- Titolo originale: Growing Pains
- Diretto da: Alexandra La Roche
- Scritto da: Sam Chalsen e Jess Carson

### Trama
Nonostante la guarigione dalla sua battaglia con Psych, i poteri di Barry si alterano ogni volta che si trova intorno alla Forza della Velocità. Lei cerca di aiutare, ma il suo aspetto sconvolge Barry. Nel frattempo, un microchip viene rubato da Ivo Laboratories e un autista viene ucciso da qualcuno con poteri di ghiaccio. Kramer crede che Frost sia la colpevole ed emette un mandato di arresto. Nonostante le sia stato chiesto di non farlo, Frost visita il suo vecchio bar per trovare informazioni sul criminale dal nuovo barista, Mark Blaine. Ora che si fa chiamare "Chillblaine", tuttavia, rivela di aver creato il microchip prima di essere licenziato e di aver usato la sua tecnologia criogenica per replicare i poteri di Frost e incastrarla. Lui la sconfigge, ma lei lo accoltella. Barry e Allegra arrivano e forniscono assistenza medica mentre Frost rivela di aver registrato la confessione di Blaine. Quando Kramer e la polizia arrivano, Frost sceglie di costituirsi e si arrende pacificamente. Barry e "Nora" riconoscono che la seconda è diversa dall'entità che lei era prima di morire e resuscitare e i due giurano di combattere le altre Forze.
- Ascolti USA: telespettatori 890 000[7]

## Il popolo contro Killer Frost
- Titolo originale: The People V. Killer Frost
- Diretto da: Sudz Sutherland
- Scritto da: Jonathan Butler e Gabriel Garza

### Trama
Barry e "Nora" partono per combattere Fuerza a Keystone City e incontrano Alexa Rivera, ma "Nora" crede che Alexa sia Fuerza e la spaventa. Dopo aver guadagnato la sua fiducia, Barry scopre che Alexa perde i sensi ogni volta che si arrabbia. Lei accetta di andare agli S.T.A.R. Labs, dove il Team Flash ha la conferma che lei è Fuerza. "Nora" attacca Iris e usa i poteri di Barry per uccidere Alexa. Nel frattempo, al processo di Frost, Kramer tenta di costringerla a prendere la cura metaumana invece del carcere. Sconvolta, Caitlin chiede a sua madre, Carla Tannhauser, di testare se la cura danneggerebbe Frost. Cisco aiuta Caitlin e Allegra a entrare nel CCPD per neutralizzare le cure. Tuttavia, Kramer accusa Frost dell'atto e rivela un'altra fiala che si è procurata da A.R.G.U.S. Tannhauser conferma che la cura non danneggerà Frost e la esorta a prenderla, ma Frost teme che perderà la sua identità. Kramer rivela a Frost di aver perso un plotone a causa di un metaumano durante una missione chiamata "Operazione Griffin". In tribunale, Frost esprime quanto sia ingiusto forzare la cura a qualcuno e chiede l'ergastolo senza condizionale, cosa che il giudice accetta.
- Ascolti USA: telespettatori 740 000[8]

## Senza tempo
- Titolo originale: Timeless
- Diretto da: Menhaj Huda
- Scritto da: Kristen Kim e Joshua V. Gilbert

### Trama
"Nora" accusa Iris e Barry di aver sguinzagliato le altre forze e giura di uccidere Psych e Deon. Barry vuole viaggiare indietro nel tempo per rimuovere i loro collegamenti con le Forze, ma Iris e Cisco non sono d'accordo. Cisco fornisce a Kamilla una telecamera in grado di rilevare le forze, che mostra una connessione tra loro e Iris, consentendo al Team Citizen di rintracciare "Nora". Barry, Cisco e Chester migliorano il dispositivo tachionico per estrarre le particelle delle Forze prima che Barry recuperi Wells per creare una "bolla temporale" per proteggere la linea temporale. Rendendosi conto delle intenzioni di Barry, tuttavia, Deon arriva e distrugge il dispositivo. Durante la ricerca del Team Citizen, le donne cadono in un'imboscata tesa da Psych, che fa avere ad Iris degli incubi su "Nora". Chester ripara il dispositivo mentre Joe cerca di dissuadere Barry dal suo piano, ma Barry e Wells tornano indietro nel tempo a prescindere. L'estrazione fa rivivere Alexa e cancella Psych e Deon nel presente. Tuttavia, Barry distrugge il dispositivo per annullare le modifiche dopo aver realizzato che i suoi amici hanno ragione. Alexa non è rinata, quindi Barry e Iris usano la loro connessione con le Forze per rianimarla. Wells se ne va e Cisco e Kamilla si rendono conto che devono lasciare Central City mentre "Nora" affronta Deon.
- Ascolti USA: telespettatori 740 000[9]

## Questioni familiari - I Parte
- Titolo originale: Family Matters, Part 1
- Diretto da: Philip Chipera
- Scritto da: Lauren Barnett e Emily Palizzi

### Trama
Mentre "Nora" tratta con Deon, Psych attacca i miliardari. Iris scopre che Psych è Bashir Adil Malik, un ex ragazzo ricco che è stato abbandonato dai suoi genitori adottivi e biologici. Kramer torna al CCPD e chiede a Joe di portare Barry per discutere dei trasferimenti metaumani dopo aver ottenuto informazioni sulla scomparsa di Rainbow Raider. In seguito rivela di aver creato proiettili contenenti la cura metaumana con l'approvazione del governatore. Cecile fa capire a Joe che Kramer sta sbagliando, portando Joe a dimettersi dal CCPD per rimanere retto. Contemporaneamente, Barry, Cisco e Caitlin addestrano Alexa a controllare Fuerza, anche se l'eccessiva determinazione di Barry a far combattere Fuerza e Psych fa sì che Alexa ferisca Cisco e diventi demotivata. Per aiutarla, Caitlin dà ad Alexa un dispositivo per comunicare con Fuerza. Dopo che Fuerza ha difeso Barry da Psych, Barry convince Psych a venire ai laboratori S.T.A.R. Tuttavia, Deon e "Nora" arrivano e attaccano Iris, Alexa e Psych.
- Ascolti USA: telespettatori 670 000[10]

## Questioni familiari - II Parte
- Titolo originale: Family Matters, Part 2
- Diretto da: Chad Lowe
- Scritto da: Jonathan Butler e Gabriel Garza

### Trama
Iris, Alexa e Bashir simulano la loro morte e scappano usando un'illusione. Bashir convince Alexa a tornare indietro e combattere "Nora", che evoca una tempesta che mette fuori combattimento Cecile e libera i prigionieri a Iron Heights, anche se Frost ferma Chillblaine. Dopo aver fallito nel reclutare Deon, Barry affronta "Nora". Deon tradisce "Nora", ma è costretto a ritirarsi. Joe dimostra a Barry e Iris che non sono cattivi genitori e si riconciliano con Alexa, Bashir e Deon. Hanno la meglio su "Nora" ma la tempesta si avvicina alla massa critica e minaccia di distruggere tutto. Bashir e Deon mostrano a "Nora" un futuro completamente vuoto a causa sua, travolgendola e convincendola a fermarsi. Con il tempo che sta per scadere, le forze aiutano Barry in modo che possa correre abbastanza veloce da fermare la tempesta. Le forze si riconciliano e sene vanno mentre Cecile riprende conoscenza. Frost torna all'appartamento di Caitlin dopo che l'ufficio del procuratore distrettuale le ha concesso del tempo libero per buona condotta per i suoi sforzi durante la tempesta e ammette di avere una cotta per Chillblaine. Mentre cercano di elaborare tutto, Barry e Iris decidono di mettere su famiglia.
- Ascolti USA: telespettatori 640 000[11]

## Addio vibrazioni!
- Titolo originale: Good-Bye Vibrations
- Diretto da: Philip Chipera
- Scritto da: Kelly Wheeler e Jeff Hersh

### Trama
Cisco accetta un lavoro presso A.R.G.U.S. e rivela che lui e Kamilla si stanno trasferendo a Star City. Barry e Caitlin nascondono i loro sentimenti per la partenza di Cisco per non dissuaderlo, ma questo lo sconvolge. Altrove, la metaumana Carrie Bates, in seguito soprannominata Rainbow Raider 2.0, inganna un cassiere facendole dare dei soldi mettendolo in uno stato euforico. Barry e un Cisco eccessivamente entusiasta affrontano Bates usando un dispositivo che hanno usato per fermare l'originale Rainbow Raider, ma Bates lo distrugge e influenza Cisco, che rovina un secondo confronto con Bates, permettendole di influenzare Barry. Chester li riporta alla normalità e Cisco ha una riconciliazione in lacrime con Barry e Caitlin. Dopo che Bates ruba un dirigibile da cui vuole gettare i soldi per "salvare le persone dal sistema", Barry convince Bates ad arrendersi e lavorare nel comitato per lo sviluppo economico del sindaco Sampson. Cisco dà la sua tecnologia a Chester. Cisco e Kamilla festeggiano con i loro amici un'ultima volta. Dopo aver rivelato che sta per chiudere un caso, Cecile vede una maschera nel suo riflesso.
- Ascolti USA: telespettatori 740 000[12]

## Mascherata
- Titolo originale: Masquerade
- Diretto da: Rachel Talalay
- Scritto da: Sam Chalsen e Christina M. Walker

### Trama
Dopo aver rivelato le lacune nel passato di Kramer a Joe, Cecile, sotto il controllo dello "spirito psichico" della maschera di Psycho-Pirate, manda la coscienza di Barry in un paesaggio mentale dove trova la vera coscienza di Cecile, che era rimasta intrappolata dalla tempesta delle forze avvenuta due settimane prima. "Psycho-Cecile" inganna Iris, Chester, Caitlin e Sue facendole rubare la maschera dal Central City Museum in modo da indossarla e ottenere poteri psichici potenziati. Successivamente si impossessa della sedia volante di DeVoe per amplificare e nutrirsi dei poteri di Cecile. Nel paesaggio mentale, Cecile rivela a Barry che si trovano in un ricordo di un reparto psichiatrico in Texas, dove era stata internata dopo la morte di sua madre che l'ha depressa. Iris e Chester distruggono la sedia volante e Cecile supera il suo dolore, permettendo a lei e Barry di riottenere i loro corpi. La maschera viene data in custodia all'A.R.G.U.S. Dopo essersi riunito con Cecile, Joe rivela quello che ha scoperto su Kramer: durante l'operazione Griffin sembra che abbia lavorato con i suoi nemici e guidato intenzionalmente la sua unità in un'imboscata.
- Ascolti USA: telespettatori 760 000[13]

## Raggio di luce
- Titolo originale: Rayo de Luz
- Diretto da: Danielle Panabaker
- Scritto da: Jonathan Butler e Gabriel Garza

### Trama
Mentre Barry e Iris vanno in vacanza, la cugina di Allegra, Esperanza Garcia / Ultraviolet, riemerge per uccidere il dottor Olsen, che ha contribuito a trasformare Ultraviolet in un'assassina a costo della sua voce, e attacca Allegra per dissuaderla dal cercarla. Credendo che sia rimasto del buono in Esperanza, Allegra e Sue rintracciano Ultraviolet e Olsen in un magazzino, dove Allegra sblocca il pieno potenziale dei suoi poteri e sconfigge Ultraviolet. Olsen viene mandato in prigione mentre Caitlin, Allegra e Sue si offrono di aiutare Ultraviolet e ripristinare la sua voce usando la ricerca di Olsen. Nel frattempo, Joe offre a Kramer il suo aiuto, ma lei rifiuta e minaccia di farlo arrestare. Durante un secondo incontro, tuttavia, rivela che è stato suo fratello adottivo, Adam Creyke, a condurre i suoi uomini nell'imboscata, anche se da allora si è incolpata. Alla fine chiede a Joe di aiutarla a trovare Creyke. Altrove, Frost incontra Chillblaine, che afferma di essere stato scarcerato con grande sorpresa di Frost.
- Ascolti USA: telespettatori 790 000[14]

## Il nemico alle porte
- Titolo originale: Enemy at the Gates
- Diretto da: Geoff Shotz
- Scritto da: Joshua V. Gilbert

### Trama
Barry sogna la sua futura figlia Nora West-Allen/XS, portandolo a credere che Iris sia incinta, quindi sviluppa un modo per testare i livelli di hCG di Iris. Nonostante Barry voglia mantenere il segreto, Cecile e Chester lo scoprono. Nel frattempo, Frost porta con riluttanza Chillblaine ai laboratori S.T.A.R. dopo che è rimasto ferito in una rissa e Cecile aiuta Caitlin a rimuovere il chip della Black Hole da Esperanza. All'improvviso, sei cloni Godspeed arrivano a Central City per prendere di mira Barry, quindi Chester crea un algoritmo di traduzione e attiva il protocollo babele per proteggere i lavoratori. Quando i cloni irrompono, Chester fugge nella volta temporale e ordina a Gideon di riprodurre a massimo volume un segnale audio per confonderli, consentendo a Barry, Chillblaine e Frost di combatterli. Quando uno dei cloni distrugge Gideon, Barry fugge in città con tutti i cloni che lo inseguono, una volta accerchiato appaiono altri sei Gospeed che attaccano gli altri. Durante la guarigione, Frost e Chillblaine condividono un'esperienza romantica finché lui non scappa mentre Barry scopre che Iris non è incinta. Altrove, Joe e Kramer vengono attaccati durante un appostamento per trovare Creyke.
- Ascolti USA: telespettatori 770 000[15]

## Prigioniero di guerra
- Titolo originale: P.O.W.
- Diretto da: Marcus Stokes
- Scritto da: Kristen Kim e Dan Fisk

### Trama
Barry sogna di nuovo Nora che lo avverte che il suo futuro è in pericolo. Barry vuole capire la natura degli scontri tra le due fazioni di Godspeed per risolvere la situazione, in suo soccorso arriva John Diggle con un dispositivo costruito da Cisco che permette di intrappolare qualsiasi cosa in movimento che vi passi sopra; Barry e John riescono a intrappolare uno dei cloni Godspeed e lo rinchiudono in una cella di sicurezza ai laboratori S.T.A.R. Barry lo interroga e il prigioniero rivela che i cloni sono stati creati da August Heart. Una delle due fazioni è controllata da Heart, e vuole la velocità di Barry per lui, mentre l'altra fazione ha tradito August e vuole ucciderlo e prendere la velocità per sé. Il clone chiede l'aiuto di Barry per uccidere il suo creatore ma quando Flash si rifiuta fugge dalla cella. Diggle convince Barry ad andare nel 2049 per sincerarsi di Nora e durante il salto temporale viene intercettato dai Godspeed che lo bloccano. Barry trova quindi Deon che gli spiega che non può aiutarlo a portarlo da Nora perché sta usando tutte le sue forze per proteggere Iris. Diggle, Cecile e Frost trovano August in uno stato confusionale e una volta portato ai laboratori riescono a fargli ricordare la sua identità. Nel frattempo, dopo che Caitlin ha curata Esperanza, questa chiede aiuto ad Allegra per fermare i rimasti della Black Hole, ma Allegra rifiuta. Tuttavia, le parole di John per convincere Barry ad andare da Nora spingono Allegra a unirsi a Esperanza ma quando la raggiunge la trova ferita. Altrove, Joe e Kramer sono costretti a nascondersi da Creyke che vuole ucciderli, non sapendo chi sta seguendo i due escogitano un piano per intrappolarlo e, una volta preso, egli rivela di aver tradito Kramer e l'esercito come vendetta per gli esperimenti che ha subito a causa delle sue capacità. Joe impedisce a Kramer di ucciderlo e lo arrestano. Successivamente, Nora arriva dal 2049 tranquillizzando Barry e facendogli conoscere Bart Allen, suo fratello e futuro figlio di Barry.
- Ascolti USA: telespettatori 770 000[16]

## Il fulcro della questione - I Parte
- Titolo originale: Heart of the Matter, Part 1
- Diretto da: Eric Dean Seaton
- Scritto da: Eric Wallace e Lauren Barnett

### Trama
Barry permette a Bart e Nora di rimanere nel passato e di unirsi a lui nella lotta contro i cloni Godspeed; nel farlo però i Godspeed prendono di mira Bart che, una volta sventata la minaccia, spiega che considera Godspeed come "il suo Thawne", non rivelando a Barry che nel futuro ha assistito all'omicidio di Jay Garrick. Quando torna Iris decide con Barry di proteggere ad ogni costo i loro figli chiedendo di non intervenire contro i cloni. Tuttavia, i cloni ribelli catturano Jay a Keystone City mentre stava riprendendo la sua velocità e chiedono al team flash di consegnare Bart in cambio della sua vita. L'impulsività di Bart lo porta a precipitarsi per salvare Jay ma viene messo fuori combattimento e quasi ucciso dai cloni. Barry e Nora salvano Jay e Bart ma si trovano accerchiati dai cloni, solo l'intervento di Cisco permette loro di mettersi in salvo. Nel frattempo, Joe e Kramer consegnano Creyke all'FBI e mentre rientrano a Central City assistono alla fuga di molti cittadini che cercano di allontanarsi dalla guerra dei Godspeed. Successivamente, ai laboratori S.T.A.R., Cecile aiuta Barry a entrare nella mente di Heart dove si trova davanti una versione di Heart con i suoi ricordi.
- Ascolti USA: telespettatori 750 000[17]

## Il fulcro della questione - II Parte
- Titolo originale: Heart of the Matter, Part 2
- Diretto da: Marcus Stokes
- Scritto da: Eric Wallace e Kelly Wheeler

### Trama
Barry, ancora nella mente di Heart, porta Godspeed a rivelargli cosa vuole e come fermare la guerra dei suoi cloni; lui vuole la "velocità organica" di Barry per diventare ancora più veloce e proclamarsi un "dio". Tornato alla realtà, Barry spiega alla squadra cosa vuole Heart e che si rifiuta di dargli la sua velocità. Nel frattempo i cloni combattono in tutta la città, quando uno di loro prende di mira Joe, la Kramer lo porta in salvo utilizzando una velocità simile a quella di Flash. Intanto ai laboratori Star, Barry escogita un piano per fermare i cloni con l'aiuto della Forza della Velocità che potenzia i velocisti, compresa Iris, e fa riprendere Bart; i sei affrontano i cloni Godspeed mettendoli inizialmente fuori gioco, i cloni però si ricaricano assimilando l'energia della Forza della Velocità costringendola ad allontanarsi, i cinque ormai accerchiati vengono salvati da Allegra che arriva con il dispositivo di Chester rimuovendo la velocità dei cloni. Non sapendo come risolvere la situazione, Barry decide di esaudire la richiesta di Heart. Una volta ottenuta la velocità e i suoi ricordi, il vero Godspeed fugge chiamando a sé, e assimilando, i suoi cloni. Mentre Iris è al sicuro con la Forza della Velocità, Barry insegue e affronta Heart che si rivela essere più veloce di lui, in suo aiuto arriva Eobard Thawne e insieme sconfiggono Godspeed, poi Eobard Thawne tenta di attaccare Barry che lo respinge e gli intima di lasciare la città; Heart viene mandato a Iron Heights dopo aver perso il ricordo dell'identità di Flash. La Kramer scopre di essere una metaumana con la capacità di imitare le abilità degli altri, come ha fatto con Creyke, e informa Joe che si è dimessa e che ha una nuova prospettiva sulle forze dell'ordine.
Ormai fuori pericolo, Barry e Iris rinnovano i loro voti nuziali davanti ai loro amici e familiari.
- Ascolti USA: telespettatori 700 000[18]